# 阿姆利则
阿姆利则（旁遮普语：ਅੰਮ੍ਰਿਤਸਰ；英语：Amritsar）是印度西北部旁遮普邦的一座城市，靠近巴基斯坦边境，距离巴基斯坦拉合尔只有32英里。地理坐标：北纬31度38分，东经74度52分。海拔高度为218米。2001年人口为1,011,327人（全地区人口为3,096,077人）。
阿姆利则一词源于梵语 Amŗta-saras，意为“甘露池”。 
阿姆利则的金庙是锡克教的中心。在蘭季特·辛格王公時代，阿姆利则取代了拉合尔成为旁遮普的首位城市。阿姆利則也因1919年的阿姆利則慘案及1984年的蓝星行动而為人熟悉。
當地的主要经济活动有旅游、地毯、纺织、農產品、手工艺品、服务业等。
该市有众多锡克教圣地。

## 语言
主要语言是旁遮普语，市内也有人说印地语、英语和乌尔都语。

## 气候
阿姆利则地区的气候四季分明，冬季（11-3月）气温在-3摄氏度到18摄氏度之间；热季（4-6月）气温可以升到46摄氏度；7-9月是雨季；9-11月是post-monsoon。阿姆利则气候最适宜的季节是10-3月。

## 教育
阿姆利则擁有一些知名高等院校，例如Guru Nanak Dev大学（1969年創立）、阿姆利則政府理工學院（1964年創立）、阿姆利則BBK DAV女子學院（1967年創立）、阿姆利則Khalsa學院（1892年創立）、阿姆利则DAV學院（1955年創立）、阿姆利则政府醫學院（1926年創立）等。